# Zviad Gamsachoerdia
Zviad Gamsachoerdia (Georgisch: ზვიად კონსტანტინეს ძე გამსახურდია) (Tbilisi, 31 maart 1939 – Chiboela, gemeente Chobi, 31 december 1993) was een Georgisch dissident, schrijver en politicus.
Gamsachoerdia was de eerste democratisch verkozen president van Georgië. Op 26 mei 1991 won hij met 86,5% van de stemmen. Hij regeerde op autoritaire wijze en duldde geen oppositie. In december 1991 brak een opstand uit, waarin de oppositie hem af wist te zetten door middel van een gewelddadige staatsgreep op 22 december 1991. In januari 1992 vluchtte hij naar het buitenland.
De voormalige Sovjet buitenlandminister Edoeard Sjevardnadze nam het leiderschap in Georgië over. In het begin van 1993 viel Gamsachoerdia het westen van Georgië binnen met een militie van aanhangers, de zogeheten Zviadisten, dat niet opgewassen bleek tegen de Georgische strijdkrachten.
Gamsachoerdia stierf onder niet opgehelderde omstandigheden op oudejaarsavond 1993 in het dorpje Chiboela in de west-Georgische streek Mingrelië, de bakermat van zijn sympathisanten. Een parlementaire enquetecommissie concludeerde in 2011 dat hij waarschijnlijk vermoord was, terwijl de eerdere lezing zelfmoord was. Het onderzoeksverslag noemde geen daders van de moord, maar commissievoorzitter Konstantine Gamsachoerdia, zoon van de oud-president, wees met de beschuldigende vinger naar Gamsachoerdias opvolger Edoeard Sjevardnadze.
"Rusland, je hebt bijgedragen aan mijn einde, en je zult met gelijke munt worden terugbetaald voor je onrechtvaardigheid. Je bent net zo schuldig aan mijn dood als mijn landgenoten." Dat schreef Gamsachoerdia in een afscheidsbrief, vlak voor zijn dood. De verklaring werd in januari 1994 gepubliceerd door het persbureau Interfax, die verklaarde haar te hebben gekregen van een naaste medewerker van Gamsachoerdia.
Op 4 maart 2007 werd zijn lichaam teruggevonden in de Tsjetsjeense hoofdstad Grozny, vanwaar het op 28 maart werd overgevlogen naar Tbilisi om daar te worden herbegraven. Op 3 september 2008, na de Russisch-Georgische Oorlog om Zuid-Ossetië, werd zijn zoon Tsotne Gamsachoerdia gearresteerd toen hij aankwam op het vliegveld van Tbilisi wegens vermeende spionage voor Rusland.
Gamsachoerdia was de zoon van Konstantin Gamsachoerdia, een schrijver van populaire historische romans die, aldus NRC Handelsblad, bij hem de basis hebben gelegd voor zijn romantische, megalomane en fel-nationalistische denkbeelden. In zijn jeugd bracht hij een tijd in een psychiatrische inrichting door. Hij studeerde taalkunde en werd in de jaren zeventig een gematigd-nationalistisch dissident. Hij was een van de oprichters van het Georgische Helsinki Comité voor Mensenrechten. 
In Moskouse dissidenten-kringen werd Gamsachoerdia amper serieus genomen. Men noemde hem spottend "de bergadelaar". In 1977 werd hij tot twee jaar ballingschap veroordeeld door de KGB. Die milde straf had hij te danken aan het feit dat hij in de gevangenis door de knieën ging en een schuldbekentenis tekende. Dat plaatste hem voorgoed in de schaduw van zijn vriend en medestrijder voor de mensenrechten Merab Kostava, die jarenlang in strafkampen zat en voor de Georgische intellectuele oppositie een volksheld was. De schande van zijn schuldbekentenis is Gamsachoerdia waarschijnlijk nooit te boven gekomen en het contrast met Kostava's moed moet hem sindsdien een doorn in het oog zijn geweest. Pas toen Kostava in 1989 bij een auto-ongeluk omkwam, kon Gamsachoerdia uit zijn schaduw treden.
In 2013 werd Gamsachoerdia postuum tot Nationale Held verklaard.